# 連邦議会襲撃事件 緊迫の4時間
『連邦議会襲撃事件 緊迫の4時間』（れんぽうぎかいしゅうげきじけん きんぱくの4じかん、Four Hours at the Capitol）は、ジェイミー・ロバーツ監督、BBC共同製作によるHBOのオリジナルのドキュメンタリー映画である。2021年10月20日に公開された。この映画は2021年アメリカ合衆国議会議事堂襲撃事件を扱っており、事件当時に議事堂内にいた暴徒、法執行官、議員、職員の証言に加え、未公開の映像を交えつつ午前1時から5時までの出来事がとらえられている。

## 背景
映画にはバディ・カーター、ロサ・デラウロ、ディック・ダービン、ルーベン・ガジェゴ、ジム・マクガヴァン、リサ・ブラント・ロチェスター、チャック・シューマー、エリック・スウォルウェルのインタビューが含まれる。

## 評価
Rotten Tomatoesでは19件のレビューで支持率は89%となり、「『連邦議会襲撃事件 緊迫の4時間』は1月6日のテロ事件に関する最も説得力ある調査結果を提供しているわけではないが、あの悪名高い日の出来事を徹底的かつ直感的に記録している」とまとめられた。
クリティクス・チョイス・アソシエーションの政治ドキュメンタリー賞と英国アカデミーテレビ賞の時事問題賞にノミネートされた。